# Marian
Marián (nebo také krátce Marian) je mužské křestní jméno. Jeden výklad ho uvádí jako mužský prostějšek běžnějšího ženského jména Mariany, jiný ho odvozuje z latinského Marius.
Domácké podoby jména: Maroš, Majo.
Podle českého kalendáře má svátek 25. března.

## Statistické údaje

### Pro jméno Marián
Následující tabulka uvádí četnost jména v ČR a pořadí mezi mužskými jmény ve srovnání dvou roků, pro které jsou dostupné údaje MV ČR – lze z ní tedy vysledovat trend v užívání tohoto jména:
| Rok       | Četnost   | Pořadí   |
| 1999      | 2171      | 120.     |
| 2002      | 2250      | 118.     |
| Porovnání | o 79 více | o 2 lépe |
| 2006      | 3015      | 114.     |

Změna procentního zastoupení tohoto jména mezi žijícími muži v ČR (tj. procentní změna se započítáním celkového úbytku mužů v ČR za sledované tři roky 1999–2002) je +4,4%, což svědčí o poměrně značném nárůstu obliby tohoto jména.

### Pro jméno Marian
| Rok       | Četnost   | Pořadí   |
| 1999      | 5105      | 86.      |
| 2002      | 5161      | 87.      |
| Porovnání | o 56 více | o 1 hůře |
| 2006      | 5563      | 84.      |

Změna procentního zastoupení tohoto jména mezi žijícími muži v ČR (tj. procentní změna se započítáním celkového úbytku mužů v ČR za sledované tři roky 1999–2002) je +1,8%.

## Známí nositelé jména
- Marián Adam – slovenský fotbalista
- Marian Andersonová – afroamerická operní zpěvačka
- Marián Blaha – slovenský římskokatolický biskup
- Marián Bochnovič – slovenský fotbalista
- Marián Brezina – slovenský fotbalista
- Marián Čalfa – československý politik slovenské národnosti
- Marián Čišovský – slovenský fotbalista
- Marián Čurko – slovenský skladatel a hudebník
- Marian Foik – polský atlet
- Marián Gáborík – slovenský hokejista
- Marián Hossa – slovenský hokejista
- Marian Jeliński – kašubský překladatel a spisovatel
- Marian Jelínek – český hokejový trenér
- Marian Jurečka – předseda KDU-ČSL
- Marian Karel – výtvarník, sochař, sklář
- Marián Kochanský – slovenský zpěvák
- Marián Kuffa – slovenský kněz
- Marián Labuda – slovenský herec
- Marián Lapšanský – slovenský klavírista
- Marian Moszoro – polský ekonom
- Marian Rejewski – polský matematik a kryptolog
- Marian Smoluchowski – polský vědec
- Marián Varga – slovenský hudebník
- Marian Chytka – český fotograf

## Podobné názvy
- Mariáni – Kongregace kněží mariánů
- Mariánka – rozhledna
- Marjánka – více významů
- Mariánky – více významů